# Schatz Regina
Schatz  Regina (Tatabánya, 1977. augusztus 19. –) labdarúgó, csatár.

## Pályafutása

### Klubcsapatban
2005-ig a László Kórház, 2005 és 2008 között a Femina labdarúgója volt. 2008 és 2011 között a Taksony SE labdarúgója volt. Tagja volt a 2010–11-es idényben bajnoki bronzérmet szerzett csapatnak. 2011 nyarától az újonnan alakult Astra Hungary FC csapat játékosa lett.

## Sikerei, díjai
- Magyar bajnokság
  - 3.: 2010–11, 2011–12
- Magyar kupa
  - győztes: 2012[1]